# Seekers (boekenserie)
Seekers is een kinderboekenreeks geschreven door een schrijverscollectief onder het pseudoniem Erin Hunter (die onder andere bekend is van de boekenseries Warrior Cats en Survival Dogs). De serie gaat over de avonturen van vier jonge beren: Toklo, een grizzly; Kallik de ijsbeer; Lusa, een zwarte beer; en Ujurak, een mysterieuze grizzlybeer die van gedaante kan veranderen. Het eerste boek, The Quest Begins (Terug naar de wildernis), verscheen op 27 mei 2008 bij uitgever HarperCollins. 

## Serie
De eerste serie bestaat uit zes boeken:
- Boek 1: Terug naar de wildernis
- Boek 2: Bij het groot berenmeer
- Boek 3: Achter de rokende bergen
- Boek 4: De laatste wildernis
- Boek 5: Vuur aan de hemel
- Boek 6: Geesten in de sterren

### 1. Terug naar de wildernis
Het verhaal gaat als volgt:
De ijsbeer Kallik leeft samen met haar moeder Nisa en broer Taqqiq op het ijs. Maar op een dag wordt haar moeder gegrepen door orka's terwijl ze overzwemt met Kallik. Omdat Taqqiq aan de andere kant van het water stond en nog niet gebracht was door Nisa, moet Kallik alleen verder.
De grizzlybeer Toklo trekt met zijn zieke broertje Tobi en moeder Oka door de bossen. Als gevolg van zijn ziekte sterft Tobi en Oka laat Toklo achter om niet nog een welp te moeten zien sterven. Toklo is boos en vertrekt alleen.
Lusa is een zwarte beer die in een dierentuin woont. Als Oka er wordt binnengebracht, vertelt ze haar verhaal aan Lusa. Oka heeft spijt dat ze Toklo achterliet en Lusa gaat naar hem op zoek om hem te zeggen dat Oka van hem hield.
Toklo ontmoet de grizzlybeer Ujurak, een mysterieuze beer die de gedaante van elk dier kan aannemen. Ujurak zoekt iets, maar hij weet niet wat. Toklo gaat mee op zijn zoektocht.
Lusa vindt Toklo en Ujurak in de bossen, maar Toklo wil niet luisteren naar zijn moeders boodschap. Daarom reist ze met hem mee, in de hoop dat hij later wel zou luisteren.